# SOS Médias Burundi
Le collectif SOS Médias Burundi est une organisation non gouvernementale défendant la liberté de la presse. Il a été cofondé par Eloge Willy Kaneza qui a obtenu le prix international Peter Mackler.

## Histoire
Le 13 mai 2015, lors d'un putsch (avorté) contre le président burundais Pierre Nkurunziza, les radios privées qui diffusent depuis la capitale Bujumbura sont pillées et incendiées, mettant ainsi en danger le pluralisme des médias au Burundi. Harcelés et menacés, une grande partie des journalistes burundais sont contraints à l'exil,.
L'initiative « SOS Médias  Burundi » prend alors forme. Face à une désinformation généralisée, les quelques reporters restés au pays s'organisent en se servant de leur smartphone pour diffuser les nouvelles.
La plateforme « SOS Médias  Burundi » est montée en moins de 48 heures. Sont créés des comptes Facebook, Twitter,, et une page web de présentation de l'initiative. 
En courant de grands risques, les journalistes mettent en place une collecte d’informations. Ils parviennent à enregistrer quelques sons et réalisent quelques prises de vue. Les sujets traités concernent en priorité les événements de Bujumbura et de l’intérieur du pays. La diversité et le périmètre des sujets s'étend ensuite et inclut par exemple la vie des réfugiés burundais établis dans la sous-région.

## Développement
Depuis son lancement, la plateforme — qui dispose désormais de son site web — assure une couverture des actualités burundaises jour et nuit et tous les jours de la semaine.
En 2016, les journalistes de SOS Medias Burundi sont suivis par 15 000 personnes sur Twitter et 30 000 sur Facebook. En 2024, ils étaient 98 000 et 57 000 , respectivement sur Twitter et Facebook.

## Type d'information
SOS Medias Burundi publie des « posts » plusieurs fois par jour sur Twitter ; il peut s'agir d'articles longs, d'annonces brèves et événementielles, ou de contenus graphiques. Leur page Facebook contient des annonces d'arrestations, de manière factuelle, avec des noms et des dates. Le but est de rendre public ce que le régime tente de dissimuler.

## Reconnaissance internationale
SOS Médias Burundi est reconnu comme un média fiable par les ONG de promotion de la liberté de la presse telle que Reporters sans frontières. Le visage connu de ce collectif est le journaliste Eloge Kaneza. Il a obtenu le prix international de la Fondation Peter Mackler pour « son courage et son éthique journalistique ».
En 2022, la documentariste canadienne Katerina Cizek (en) et le spécialiste américain des médias William Uricchio (en) citent le journaliste Malachy Browne du New York Times qui donne SOS Médias Burundi comme ++exemple de l'importance du travail de journalistes locaux utilisant les réseaux sociaux dans les lieux difficiles à couvrir pour la presse internationale, et où la liberté d'informer est en péril.